# Maxime Belleville
Pour les articles homonymes, voir Belleville.
Maxime Belleville est un sauteur à ski, et guide de haute montagne français né le 23 février 1981 à Bonneville en Haute-Savoie et mort le 23 février 2011 en montagne dans la Vallée Blanche de Chamonix.

## Parcours en saut à ski
Maxime Belleville commence la compétition internationale en saut à ski pendant la saison 1996-1997 de la Coupe continentale masculine de saut à ski et termine sa première saison à la 127e place en marquant 18 points. C'est pendant la saison 1997-1998 qu'il émerge avec une  22e place au classement général avec 423 points. C'est grâce à ces résultats que Maxime Belleville peut ensuite concourir l'été suivant au Grand prix 1998, compétition à laquelle il termine à la 41e place ex-aequo avec les skieurs Jakub Janda, Wolfgang Loitzl et Andreas Widhölzl.
Pendant les deux saisons suivantes, et malgré les résultats obtenus pendant la saison 1997-1998, incluant une victoire au concours de Villach, Maxime reste à sa grande déception cantonné à ne pouvoir concourir que dans la Coupe continentale. En conséquence, et malgré quelques résultats significatifs obtenus pendant ses deux dernières années en saut à ski, Maxime Belleville sent sa motivation pour poursuivre la compétition en saut à ski au plus haut niveau s'émousser et il prend la décision de mettre un terme à sa carrière en saut à ski à l'issue de la saison 1999-2000 pour pouvoir se consacrer à plein temps à l'alpinisme et ainsi suivre les traces de son père en devenant à son tour guide de haute montagne à la Compagnie des guides de Chamonix.

## Décès
Maxime Belleville meurt accidentellement le 23 février 2011, jour de son trentième anniversaire, dans l'exercice de son métier de guide. Il est victime d’une chute dans une crevasse glaciaire dans la descente de l'itinéraire de ski de haute montagne de la Vallée Blanche alors qu'il accompagnait un groupe de skieurs en tant que guide, et ce malgré l'efficacité des secours arrivés très rapidement sur les lieux de l'accident.

## Palmarès

### Résultats en Grand Prix
| Saison | Classement | Points |
| ------ | ---------- | ------ |
| 1998   | 41e        | 9      |

### Résultats en Coupe continentale
Il monte sur deux podiums, obtenant une victoire et une troisième place.
| Saison    | Classement | Points |
| --------- | ---------- | ------ |
| 1996-1997 | 127e       | 18     |
| 1997-1998 | 22e        | 423    |
| 1998-1999 | 127e       | 16     |
| 1999-2000 | 127e       | 7      |